# Claes-Göran Granqvist

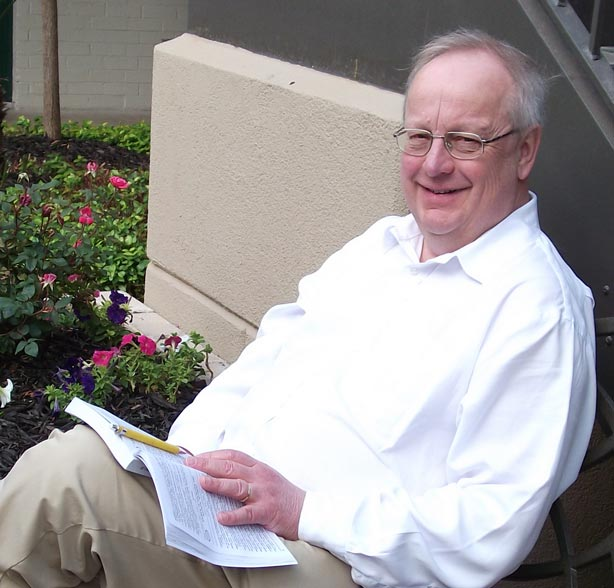
Claes-Göran Granqvist

Claes-Göran Granqvist, född 1946, är en svensk fysiker. Han disputerade 1974 vid Chalmers tekniska högskola och utsågs 1989 till professor i fysik vid Göteborgs universitet. 1993 utsågs han till professor i fasta tillståndets fysik vid Ångströmlaboratoriet på Uppsala universitet.
Granqvist är en framstående forskare inom nanotekniken. Han forskar på optiska och elektriska egenskaper i tunna filmer och andra nanostrukturer av olika material. Han har utvecklat tillämpningar för att förbättra solceller samt göra "smarta fönster" som kan styra genomsläpplighet av värme och ljus och till exempel minska behovet av luftkonditionering. Han är medförfattare till fler än 600 vetenskapliga artiklar inom sitt område.

## Utmärkelser
- 1993 - invald som ledamot av Kungliga Ingenjörsvetenskapsakademien
- 2002 - invald som ledamot av Vetenskapsakademien
- 2015 - tilldelad 2015 års Jan Czochralski Award "för sin livsgärning inom materialforskning"[6]